# Литва та євро
Литва є державою-членом ЄС, яка приєдналася до єврозони, прийнявши євро 1 січня 2015 року.
Це зробило її останньою з трьох країн Балтії, яка прийняла євро, після Естонії (2011) та Латвії (2014). До цього її валюта, лит, була прив’язана до євро на рівні 3,4528 літа за 1 євро.

## Історія
Усі члени Європейського Союзу, за винятком Данії, згідно з договором зобов’язані приєднатися до євро після виконання певних економічних критеріїв. Литовський лит брав участь у ERM II з 28 червня 2004 року та був прив’язаний до євро за курсом 3,45280 літа = 1 євро. Спочатку Литва встановила 1 січня 2007 року як цільову дату приєднання до євро, а в березні 2006 року звернулася до Європейської комісії та Європейського центрального банку з проханням провести оцінку їхньої готовності прийняти валюту. У звіті Комісії встановлено, що хоча Литва відповідає чотирьом із п’яти критеріїв, середня річна інфляція в них склала 2,7%, перевищивши межу в 2,6%. У результаті Комісія дійшла висновку, що «наразі статус Литви як держави-члена з відступом не повинен змінюватися». Литва є єдиною країною, якій спочатку було відмовлено в прийнятті євро після запиту на перевірку конвергенції.

У грудні 2006 року уряд схвалив новий план конвергенції, який переніс очікувану дату прийняття на період після 2010 року через інфляцію. У 2007 році прем'єр-міністр Гедимінас Кіркілас заявив, що він сподівається на прийняття приблизно в 2010-11 роках. Загалом висока інфляція, яка досягла піку в 12,7% у червні 2008 року (значно вище межі 4,2% того часу), затримала прийняття Литвою євро. На момент європейської боргової кризи 2010 року очікувану дату переходу було перенесено на 2014 рік. Литва висловила зацікавленість у пропозиції МВФ про те, щоб країни, які не можуть відповідати Маастрихтським критеріям, могли «частково прийняти» євро, використовуючи валюту, але не отримуючи місця в Європейському центральному банку. Інтерв’ю з міністром закордонних справ та прем’єр-міністром у травні та серпні 2012 року відповідно підкреслили, що Литва все ще прагне приєднатися до євро, але не встановлюватиме цільової дати, доки стан єврозони після кризи не стане ясним.

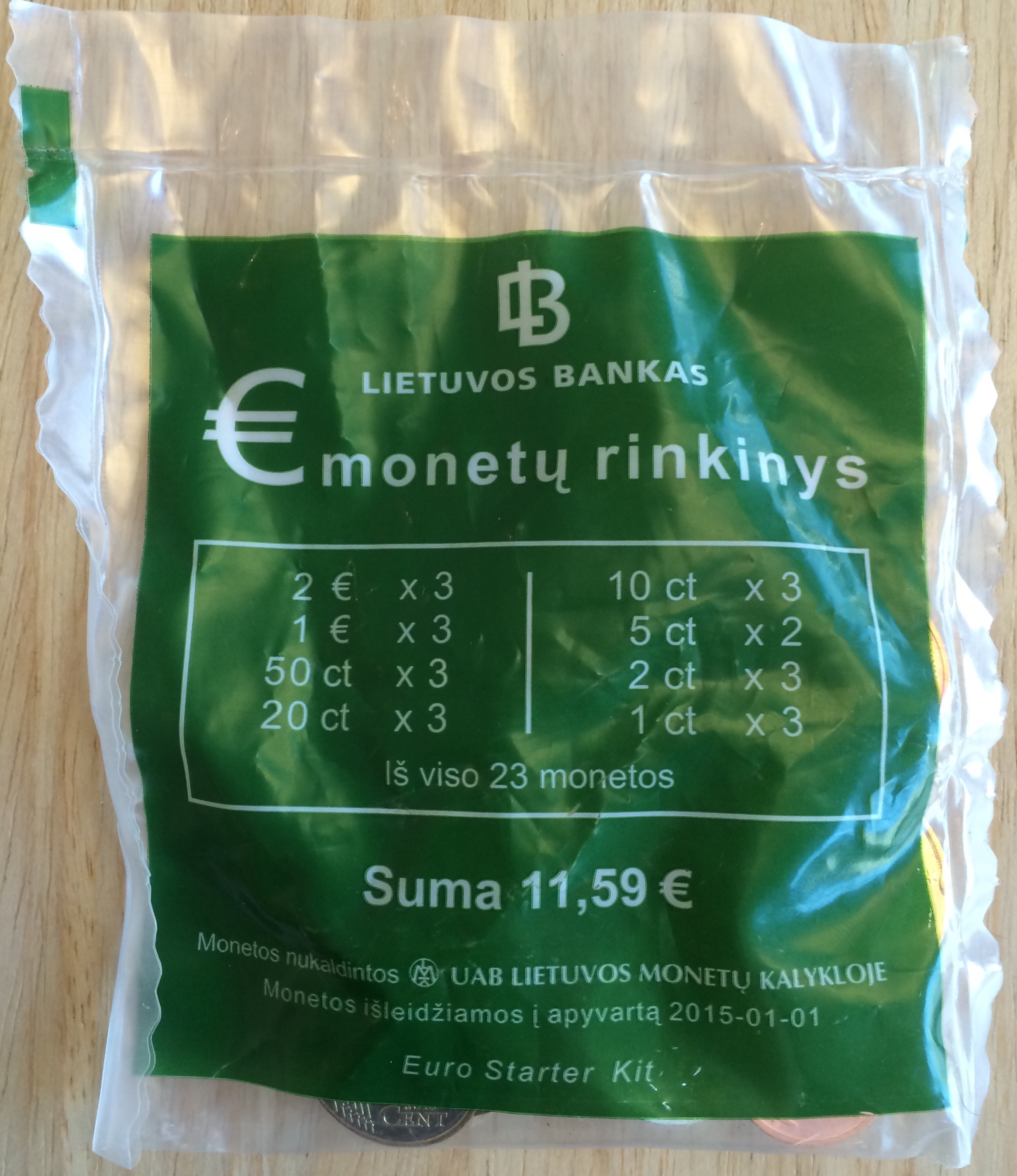
Стартовий комплект литовського євро

Під час виборчої кампанії до парламенту Литви 2012 року соціал-демократи, як повідомлялося, воліли відкласти прийняття євро з попередньої мети 2014 року до 1 січня 2015 року. Після завершення другого туру виборів у жовтні Соціал-демократи, Лейбористська партія та Порядок і справедливість отримали більшість і сформували новий уряд, а партії коаліції повинні були прийняти запропоновану відстрочку введення євро.
Коли прем’єр-міністр Альгірдас Буткявічюс представив новий уряд у грудні, якнайшвидший вступ до єврозони був названий одним із ключових пріоритетів для уряду. Прем’єр-міністр зазначив: «Січень 2015 року – це реальна дата. Але може статися так, що ми спробуємо перейти на євро разом з Латвією в січні 2014 року. Нехай мине перший квартал (2013 року), а ми подумаємо». Однак у січні 2013 року прем'єр-міністр оголосив, що уряд і Банк Литви домовилися про цільову дату 2015 року. У лютому 2013 року уряд Литви затвердив план переходу на євро в 2015 році  . До середини січня 2014 року Альгірдас Буткявічюс і Лорета Граужінене (тодішній спікер Сейму) публічно підтвердили необхідність прийняття євро в 2015 році.
Згідно з даними Банку Литви, до жовтня 2013 року Литва відповідала 4 із 5 критеріїв, за винятком державного дефіциту в 3,2% ВВП, що перевищує межу в 3,0%. Уряд Литви очікував, що до першого кварталу 2014 року цей показник знизиться до 2,9%. У квітні 2014 року комітет Європейського парламенту з економічних і валютних питань дав попередню згоду на приєднання Литви до єврозони 1 січня 2015 року, дійшовши висновку, що країна відповідає всім критеріям згідно з економічними даними за перші місяці 2014. Парламент Литви схвалив закон про перехід на євро в квітні 2014 року, а в своїх дворічних звітах, опублікованих 4 червня, Європейська комісія виявила, що країна задовольняє критерії конвергенції. Європейський центральний банк не зробив висновку, чи готова країна приєднатися до єврозони. 16 липня Європарламент проголосував за перехід Литви на євро. 23 липня Рада міністрів ЄС схвалила це рішення, розчистивши шлях Литві до прийняття євро 1 січня 2015 року.

## Громадська думка
Опитування Eurobarometer у квітні 2013 року показало, що 41% литовців підтримали перехід на євро, а 55% були проти. Тоді відбулося зменшення підтримки на 3% порівняно з роком раніше. Опитування Євробарометра у вересні 2014 року показало, що 49% литовців виступають проти введення євро, а 47% підтримують його.
Опитування громадської думки напередодні прийняття євро показало неоднозначні результати. Особисте опитування Baltic Surveys (Baltijos Tyrimai) для євроскептичної партії «Європейці, об’єднані за демократію», проведене 14–24 листопада, показало, що 49% литовців не погоджуються з рішенням свого уряду запровадити євро, тоді як 26% литовців схвалюють (5% повністю, 21% швидше за). 57% респондентів вважають, що уряд вчинив неправильно, запровадивши євро без референдуму з цього питання. Проте опитування, проведене компанією Berent Research Baltic для Банку Литви з 3 по 26 листопада, показало, що 53% населення підтримують нову валюту, а 39% — скептично.

## Монети
Зображення литовських монет мають однакову національну сторону для всіх номіналів, із зображенням символу Vytis та назви країни «Lietuva». Дизайн було оголошено 11 листопада 2004 року після опитування громадської думки, проведеного Банком Литви. Його створив скульптор Антанас Жукаускас. Єдина відмінність між монетами полягає в тому, що монети в один і два євро мають вертикальні лінії на зовнішньому колі, монети в п'ятдесят, двадцять і десять центів мають горизонтальні лінії на зовнішньому колі, а монети в п'ять, два і один цент не мають ліній. на зовнішньому колі. У січні 2014 року було оголошено, що на всіх монетах буде надруковано "2015", щоб відобразити рік прийняття євро в Литві. Для карбування монет було обрано Литовський монетний двір.

## Вступ до єврозони
Литва офіційно приєдналася до єврозони опівночі вранці 1 січня 2015 року, а Центральний банк Литви запропонував обмінний курс 3,4528 літа за євро. Одразу після початку Нового року прем'єр-міністр Альгірдас Буткявічюс вперше в країні зняв готівку в євро. Повідомлялося, що майже всі банкомати країни будуть видавати євро протягом 30 хвилин після Нового року. У Брюсселі будівлю Єврокомісії завісили банером із привітанням Литви до єврозони.
У листопаді 2014 року Європейська комісія рекомендувала Литві продовжити передбачений законом період подвійного відображення цін ще на шість місяців, щоб він тривав до 31 грудня 2015 року. Литва не прийняла цю рекомендацію, і обов’язкове подвійне відображення цін закінчилося 1 липня 2015 року.

### Ротація прав голосу в Раді керуючих ЄЦБ
17 червня 2014 року Deutsche Bundesbank оприлюднив заяву, в якій говориться, що «Литва може спричинити ротацію прав голосу в Раді керуючих ЄЦБ. Фактично вірне запровадження євро в цій маленькій балтійській країні на початку наступного року призведе до того, що кількість керівників національних центральних банків (НЦБ) у Раді керуючих ЄЦБ вперше перевищить 18. Це призведе до зміни процедури голосування, спрямованої на те, щоб рішення все ще могли прийматися ефективно в зростаючій Євросистемі. Це відкриє шлях для впровадження модифікованої системи голосування, подібної до системи Федеральної резервної системи США».